# Municipio de Hickory (Kansas)
El municipio de Hickory (en inglés, Hickory Township) es un municipio del condado de Butler, Kansas, Estados Unidos. Tiene una población estimada, a mediados de 2021, de 90 habitantes.
Abarca una zona exclusivamente rural.

## Geografía
Está ubicado en las coordenadas 37°36′38″N 96°36′20″O / 37.61056, -96.60556 (37.610434, -96.605481). Según la Oficina del Censo de los Estados Unidos, tiene una superficie total de 162.47 km², de la cual 161.77 km² corresponden a tierra firme y 0.70 km² son agua.

## Demografía
Según el censo de 2020, en ese momento había 96 personas residiendo en la zona. La densidad de población era de 0.6 hab./km². El 85.4 % de los habitantes eran blancos, el 3.1 % eran amerindios y el 11.5% eran de una mezcla de razas. Del total de la población, el 5.2 % eran hispanos o latinos de cualquier raza.